# مورتال كومبات آركيد كولكشن
مورتال كومبات آركيد كوليكشن (بالإنجليزية: Mortal Kombat Arcade Kollection)‏ ، هي إصدار اللعبة المكونة من 3 ألعاب كلاسيكية وهي:
1. مورتال كومبات 1
2. مورتال كومبات 2
3. التيمت مورتال كومبات 3

أنتجت من قبل شركة وارنر برذرز سنة 2011م وتعمل على أنظمة بلاي ستيشن 3 وإكس بوكس 360 ونظام ويندوز.

## وصلة خارجية
- الموقع الرسمي